# Raffaella Carrà
Pour les articles homonymes, voir Pelloni et Carrà.
Raffaella Maria Roberta Pelloni dite Raffaella Carrà (prononcé : [raffaˈɛlla karˈra]), née le 18 juin 1943 à Bologne et morte le 5 juillet 2021 à Rome, est une chanteuse, actrice, danseuse et présentatrice de télévision italienne. Elle est à l'origine d'une trentaine d'albums, a été présente dans une trentaine d'émissions télévisées, ainsi que quelques films et séries. Elle a vendu plus de 60 millions de disques.

## Biographie
Elle commence sa carrière au cinéma dans les années 1950 comme enfant actrice puis artiste de variétés, notamment dans le film Nuits d'Europe en 1959. 
Raffaella adopte le nom Raffaella Carrà après la proposition du réalisateur Dante Guardamagna, en hommage au peintre futuriste Carlo Carrà.  
Après un passage remarqué dans le film Les Camarades de Mario Monicelli, en 1963, et après avoir déménagé à Hollywood en 1965, elle signe un contrat avec la 20th Century Fox et suit les traces de ses compatriotes Gina Lollobrigida, Sophia Loren et Virna Lisi. Elle devient célèbre grâce à son interprétation du rôle de Gabriella (petit rôle, mais remarqué) dans le film L'Express du colonel Von Ryan de Mark Robson en 1965, où elle donne la réplique à Frank Sinatra. Elle défraie la chronique en raison de sa vie de couple mouvementée avec le footballeur de la Juventus Gino Stacchini, avec qui elle restera pendant huit ans.

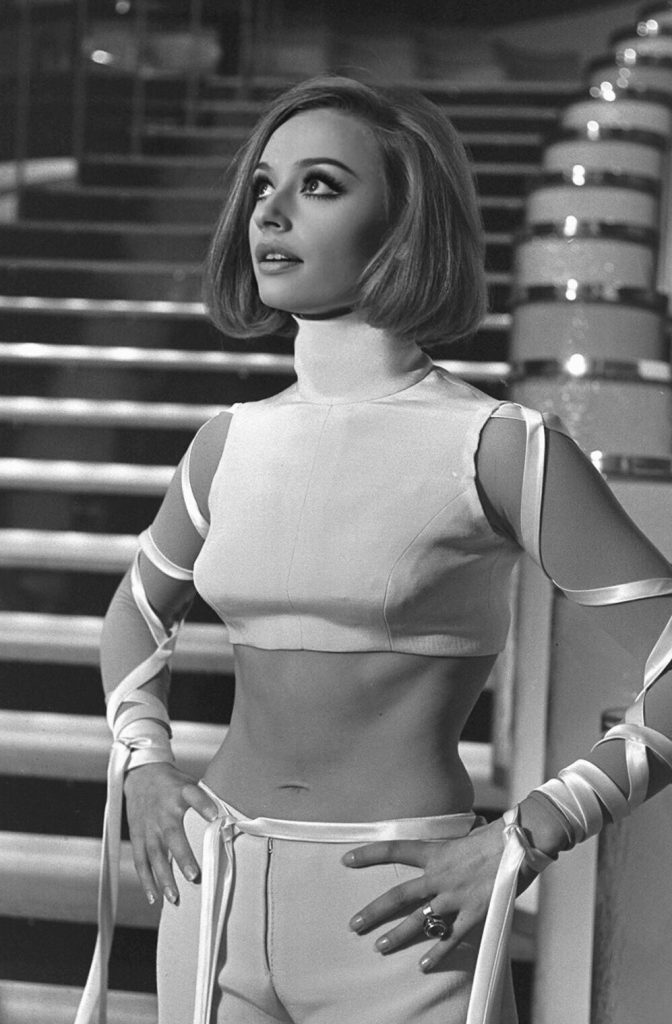
Raffaella Carrà dans l'émission Canzonissima en 1970.

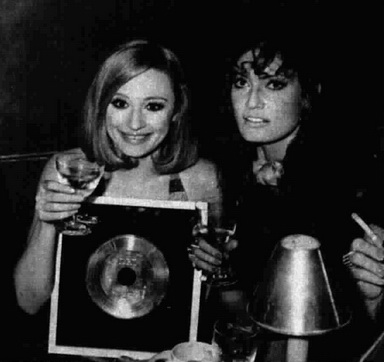
Raffaella Carrà et Marisa Mell en 1971.

À partir des années 1970, sa popularité atteint son summum avec de la musique légère et la chanteuse devient un symbole de la culture pop en Italie, Espagne, Grèce, Chili ou Argentine et plusieurs de ses chansons sont devenues des symboles de liberté sexuelle et des hymnes des milieux LGBT. Ses spectacles étaient pleins de couleurs pailletées et elle aimait ajouter des détails scénographiques tels que des fleurs et des téléphones géants. 
Fiesta, chanson de 1977, fait partie de l'album qui porte le même nom, dépasse les frontières de l'Italie et devient rapidement populaire en Espagne et en Argentine. Le disque a également sa version en anglais et a été commercialisé avec grand succès au Canada.
L'artiste italienne n'avait pas peur de provoquer la controverse et a été censurée pour avoir montré son nombril à la télévision italienne, quelque chose d'inhabituel pour l'époque. Ses spectacles ont attiré des artistes de renom au fil des ans : elle a chanté en duo avec des stars comme Ginger Rogers, Sammy Davis Jr., Tom Jones, Joe Cocker et Donna Summer pour n'en nommer que quelques-uns.
Son succès dans le monde hispanophone a commencé en 1975 avec son apparition dans l'émission de télévision espagnole ¡Señoras y Señores! et devient très connue à partir de 1976, quand la démocratie est revenue dans ce pays.
Proche du Parti communiste italien, elle déclare être « toujours du côté des travailleurs » lors des conflits sociaux. Elle s'engage en faveur des droits des femmes et des homosexuels.
Sa renommée en Amérique latine a commencé au Chili puis s'est ensuite étendue au Pérou, en Argentine et au Mexique, non seulement grâce à son style et à son énergie, mais aussi pour sa parfaite diction en espagnol dans les présentations télévisées, les émissions spéciales internationales, les concerts et la participation à des festivals de musique. Son style de Broadway, avec des touches de musique disco, lui fait connaître le succès parmi les jeunes de l'époque,.
Elle intervient dans une émission de la Rai dans les années 1980 avec Pronto, Raffaella et dans Hola Raffaella sur la TVE où elle appelait un numéro téléphonique au hasard et où la personne appelée devait répondre « Hola Raffaella » quand elle décrochait pour gagner.
La chanson mélodique Yo no se vivir sin ti apparaît dans l'album Latino, sorti en 1980. La chanteuse était alors déjà une artiste internationale et la chanson obtient plus de succès en espagnol qu'en italien, sa langue d'origine.

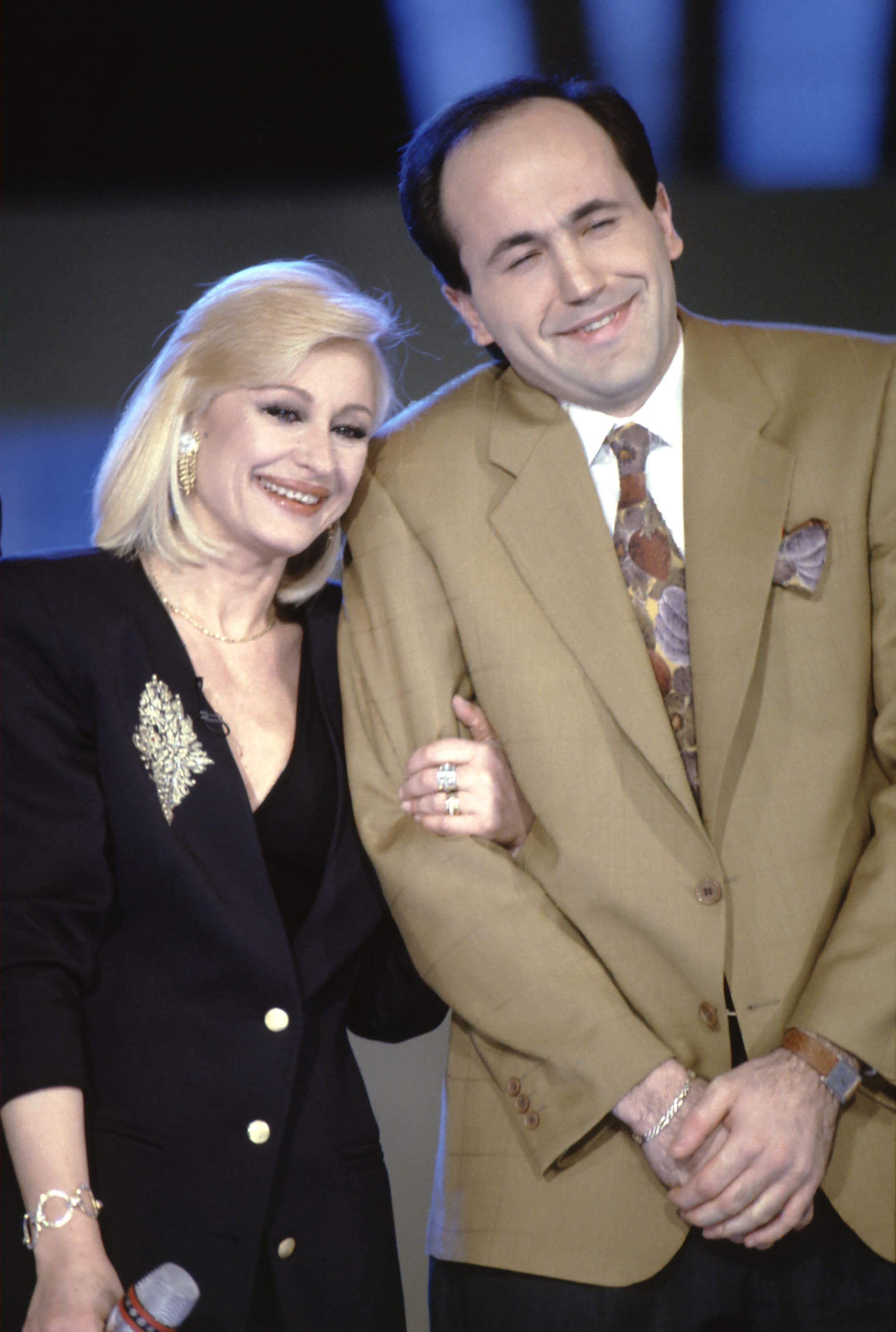
Raffaella Carrà et dans l'émission Ricomincio da due en 1991.

En 1998, elle présente les Campanadas avec Ramón García.
En 2005, Raffaella Carrá continue à faire des apparitions sur les télévisions d'Amérique du Sud et présente différentes émissions dans son pays natal. 
Elle revient en 2008 avec le public espagnol de TVE Salvemos Eurovisión et en 2016 en tant que maîtresse de cérémonie du Gala spécial des 60 ans de la chaîne publique espagnole : 60 años juntos.
François Ozon dans le film Gouttes d'eau sur pierres brûlantes utilise la version allemande de la chanson A far l'amore comincia tu qu'elle a également chantée en français (Puisque tu l'aimes, dis-le-lui), en espagnol (En el amor todo es empezar) et en anglais (Do it do it again). La version allemande est Tanze samba mit mir (« Liebelei ») chantée par l'artiste allemand Tony Holiday. La version italienne, remixée par le DJ Bob Sinclar est utilisée dans le film La grande bellezza réalisé par Paolo Sorrentino en 2013.
En mai 2011, elle assure pour la Rai les commentaires du concours Eurovision de la chanson à Düsseldorf.
Mars 2013 marque son grand retour à la télévision italienne et précisément sur Rai 2 : Raffaella Carrà est choisie pour devenir coach de l'émission de télé-crochet : The Voice of Italy. Son dernier album Replay sort cette même année.
En 2015, elle anime sur Rai 1 le télé-crochet Forte forte forte et interrompt sa participation à The Voice of Italy, qu'elle reprend l'année suivante.
2019 est l'année de sa dernière émission, A raccontare comincia tu, sur Rai 3.  Durant sa vie, elle a vendu plus de 60 millions de disques. Elle est à l'origine d'une trentaine d'albums, a été présente dans une trentaine d'émissions télévisées, ainsi que plusieurs films et séries.

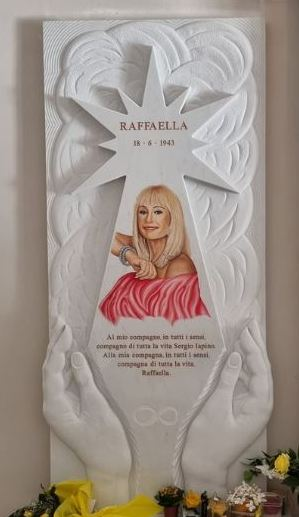
Plaque commémorative de Raffaella Carrà dans l'église du cimetière municipal de Porto Santo Stefano

Raffaella Carrà meurt d'un cancer du poumon à Rome le 5 juillet 2021 à l'âge de 78 ans,. Les funérailles ont lieu le 9 juillet dans la basilique Santa Maria in Aracoeli. La femme de spectacle avait toujours montré sa dévotion pour le saint italien Padre Pio. Ses cendres sont conservées au cimetière municipal de Porto Santo Stefano,, ville à laquelle elle était très attachée.

### Hommages
En 2006, le chanteur Tiziano Ferro lui dédie la chanson Y Raffaella es mia, extraite de son album Nadie está solo.
En 2020, l'hispano-uruguayen Nacho Álvarez réalise la comédie musicale Explota, explota en hommage à la diva, en s'inspirant des paroles de sa chanson En el amor todo es empezar. Le film est ensuite présenté au festival de San Sebastián,.
En 2021, l'émission Drag Race Italia lui consacre un épisode. Les candidats doivent tout d'abord performer sur une chanson retraçant l'œuvre artistique de Raffaella Carrà, avant de défiler dans une tenue lui rendant hommage.
En 2022, Varry Brava interprète la chanson Raffaella en hommage à l'artiste italienne au concours du Benidorm Fest pour représenter l'Espagne au concours Eurovision de la chanson, titre avec lequel il arrive en finale. Le thème a été composé par des membres du groupe, le chanteur Óscar Ferrer, le clavier Aarön Sáez, le guitariste Vicente Illescas,.
En 2023, sort Raffa, un documentaire de Daniele Luchetti consacré à la vie de la chanteuse et actrice.

## Discographie
- Raffaella (1970)
- Raffaella Carrà (1971)
- Raffaella… senza respiro (1972)
- Scatola a Sorpresa (1973)
- Mille luci (1974)
- Felicità tà tà / Rumore (1975)
- Forte, Forte, Forte (1976)
- Raffaella Carrà (1976)
- Fiesta (1977)
- Los más grandes éxitos de Raffaella Carrá en Argentina (1978)
- Hay que venir al sur (1978)
- Canta en español (1979)
- Latino (1980)
- Pedro (1980)
- Raffaella Carrà (1981)
- Raffaella Carrà 1982 (1982)
- Fatalità (1983)
- Raffaella Carrà/Bolero (1984)
- Fidati/Dolce far niente (1985)
- Curiosità (1986)
- Raffaella (1988)
- Inviato Speciale (1990)
- Raffaella Carrà (1991)
- Hola Raffaella (1993)
- Carramba che Rumba (1996)
- Fiesta, I Grandi Successi (1999)
- Raffica (2007)
- Raffica II (2008)
- Far l'amor Remix (Single) por Bob Sinclar y Raffaella Carrà (2011)
- Replay (2013)

## Filmographie

### Cinéma
- 1952 : Le Tourment du passé (Tormento del passato) de Mario Bonnard : Graziella
- 1958 : Tu n'es pas sérieuse (Valeria ragazza poco seria) de Guido Malatesta
- 1959 : Nuits d'Europe (Europa di notte) d'Alessandro Blasetti
- 1959 : Seule contre Borgia (Caterina Sforza, la leonessa di Romagna) de Giorgio Walter Chili
- 1960 : Toryok, la furie des barbares (La furia dei barbari) de Guido Malatesta : Dana
- 1960 : La Longue Nuit de 43 (La lunga notte del '43) de Florestano Vancini : Ines
- 1960 : Le Séducteur (Il peccato degli anni verdi), de Leopoldo Trieste : L'amie de Diana
- 1961 : Cinque marines per cento ragazze de Mario Mattoli
- 1961 : Maciste, l'homme le plus fort du monde (Maciste, l’uomo più forte del mondo) d'Antonio Leonviola : princesse Saliurà
- 1961 : Maciste contre le Cyclope (Maciste nella terra dei ciclopi) d'Antonio Leonviola : Eber
- 1962 : Les Don Juan de la Côte d'Azur (I Don Giovanni della Costa Azzurra) de Vittorio Sala : La femme de chambre du motel
- 1962 : Jules César, conquérant de la Gaule (Giulio Cesare, il conquistatore delle Gallie) de Tanio Boccia : Publia
- 1962 : Ponce Pilate (Ponzio Pilato) de Gian Paolo Callegari et Irving Rapper : Jessica
- 1962 : Ulysse contre Hercule (Ulisse contro Ercole) de Mario Caiano : Leuconia
- 1962 : L'Ombre de Zorro (L'ombra di Zorro) de Joaquín Luis Romero Marchent : Carmela
- 1963 : Les Camarades (I compagni) de Mario Monicelli : Bianca
- 1963 : Le Terroriste (Il terrorista) de Gianfranco De Bosio : Giuliana
- 1964 : Dopo il buio, court-métrage de Roberto Faenza
- 1964 : La Chance et l'Amour, segment Lucky la chance de Charles Bitsch : Lisa
- 1965 : L'Express du colonel Von Ryan (Von Ryan's Express) de Mark Robson : Gabriella
- 1965 : La Célestine (La Celestina P... R...) de Carlo Lizzani : Bruna
- 1966 : Le Saint prend l'affût de Christian-Jaque : Mme Anita Pavone
- 1967 : Il vostro superagente Flit de Mariano Laurenti : Aura
- 1968 : Le Chevalier à la rose rouge (Rose rosse per Angelica) de Steno : Angélique
- 1969 : L'Otage du IIIe Reich (Comando al infierno) de José Luis Merino : Sara van Kolstrom
- 1969 : Confessions d'un bigame (Warum hab’ ich bloß 2× ja gesagt?) de Franz Antel : Teresa
- 1970 : Cran d'arrêt d'Yves Boisset : Alberta Radelli
- 1980 : Bárbara (es) de Gino Landi (it) : Bárbara
- 1983 : "FF.SS." - Cioè: "...che mi hai portato a fare sopra a Posillipo se non mi vuoi più bene?" de Renzo Arbore : elle-même
- 2013 : Colpi di fortuna de Neri Parenti : elle-même
- 2020 : Explota Explota de Nacho Álvarez : elle-même (apparition)
- 2023 : Raffa de Daniele Luchetti : elle-même (documentaire biographique posthume)

### Télévision
- Vivere insieme, épisode La figlia dell'oca bianca (Programma Nazionale, 1964)
- I grandi camaleonti, regia di Edmo Fenoglio (Programma Nazionale, 1964)
- Lo stagno del diavolo, regia di Guglielmo Morandi (Programma Nazionale, 1965)
- Scaramouche, regia di Daniele D'Anza (Programma Nazionale, 1965)
- 1966 : Les Espions (série télévisée) (Deuxième saison (1966-1967), Épisode 3 : Sophia : Sophia)
- Idillio Villereccio, regia di Vittorio Barino (TSI, 1968)
- 1971 : Arsène Lupin (série télévisée) (Épisode 8 : La Femme aux deux sourires : Antonina)
- Ekeines… ki ego - un épisode (Sitcom greca, Yened, 1977)
- 1997 : Mamma per caso de Sergio Martino (Rai 1)

## Émissions de télévision

### En Italie
- Il paroliere questo sconosciuto (Secondo Programma, 1962-1963)
- Musica Hotel (Secondo Programma, 1963)
- Incontro con la New Vaudeville Band (Programma Nazionale, 1967)
- Tempo di samba (Secondo Programma, 1968)
- Vedettes d'America (Secondo Programma, 1968)
- Io, Agata e tu (Programma Nazionale, 1970)
- Canzonissima 1970 (Programma Nazionale, 1970-1971)
- Canzonissima 1971 (Programma Nazionale, 1971-1972)
- Milleluci (Programma Nazionale, 1974)
- Canzonissima Anteprima (Programma Nazionale, 1974)
- Canzonissima 1974 (Programma Nazionale, 1974-1975)
- Ma che sera (Rete 1, 1978)
- Raffaella Show (Rete 1, 1978)
- Applauso (Tv private, 1979)
- Millemilioni (Rete 2, 1981)
- Fantastico 3 (Rete 1, 1982-1983)
- Magic Night (Rete 1, 1983)
- Speciale Tg1 - Elezioni politiche (Rete 1, 1983)
- Pronto, Raffaella? (Rai 1, 1983-1985)
- Buonasera Raffaella (Rai 1, 1985-1986)
- Dietro le quinte di un varietà (Rai 1, 1986)
- Sfogliando le pagine di un varietà (Rai 1, 1986)
- Domenica in (Rai 1, 1986-1987)
- Benvenuta Raffaella (Canale 5, 1987)
- Raffaella Carrà Show (Canale 5, 1988)
- Pubblico e privato del Raffaella Carrà Show (Canale 5, 1988)
- Il principe azzurro (Canale 5, 1989)
- Raffaella Venerdì, Sabato e Domenica - Ricomincio da due (Rai 2, 1990)
- Raffaella Venerdì, Sabato e Domenica -…E saranno famosi (Rai 2, 1990)
- Uno, due, tre…Rai - Vela d'oro '90 (Rai 1, 1990)
- Weekend con Raffaella Carrà - Ricomincio da due (Rai 2, 1990-1991)
- Fuori onda (Rai 2, 1990-1991)
- Bellissimo Beautiful (Rai 2, 1990)
- Gran Premio Internazionale dello Spettacolo (Canale 5, 1991, 2000, 2004)
- Cuando calienta el sol (Rai 1, 1991)
- Fantastico 12 (Rai 1, 1991-1992)
- Anteprima UmbriaFiction TV (Rai 2, 1992)
- La parola ai bambini - Pronto, Raffaella? (Rai 1, 1992)
- Sevilla sogna (Rai 1, 1992)
- Carràmba! Che sorpresa (Rai 1, 1995-1998, 2002)
- Tutti in una notte (Rai 1, 1996, 1998)
- Anteprima di Carràmba! Che sorpresa (Rai 1, 1996)
- 40 minuti con Raffaella (Rai 1, 1996-1997)
- Carràmba! Che fortuna (Rai 1, 1998-2001, 2008-2009)
- Centoventitré (Rai 1, 1998-1999)
- I Fantastici di Raffaella (Rai 1, 1999)
- 51º Festival della Canzone Italiana di Sanremo (Rai 1, 2001)
- Dopo il Festival tutti da me (Rai 1, 2001)
- L'uomo che si innamorò di Dio (Rai 1, 2002)
- Sogni (Rai 1, 2004)
- Amore (Rai 1, 2006)
- Eurovision Song Contest 2011 (Rai 5, Rai 2, 2011) Commentatrice
- The Voice of Italy (Rai 2, 2013-2014, 2016) Coach
- Forte Forte Forte (Rai 1, 2015) Giudice
- A raccontare comincia tu (Rai 3, 2019)

### En Espagne
- La hora de… Raffaella Carrà (Primer Programa, 1976)
- Raffaella Carrà Show (TSI 1, 1979)
- Fantastica Raffaella (ATC, 1982)
- La fiesta del Mediterraneo (TVE 1, 1991)
- Sevilla sueña (TVE 1, 1992)
- Hola Raffaella! (TVE 1, 1992-1994)
- A las 8 con Raffaella (TVE 1, 1993-1994)
- En casa con Raffaella (Telecinco, 1995)
- Campanadas de fin de año (TVE 1, 1997-1998)
- Contigo (TVE 1, 2004)
- Raffaella Hoy (Canal 13, 2005)
- Salvemos Eurovision (La 1, 2008)
- Europasión (La 1, 2008)
- Salvemos Eurovision con Chikilicuatre (La 1, 2008)
- Saturday Night Live (Cuatro, 2009)
- 60 años juntos (La 1, La 2, 2016)

### En tant qu'auteur
- Furore (Rai 2, 1997-2001, 2003, 2017)
- Navigator (Rai 1, 1999)[21]
- Segreti e bugie (Rai 1, 1999)
- Il gran concerto (Rai 3, 2008-2011)
- Forte Forte Forte (Rai 1, 2015)